# Liste von auf dem Kalksburger Friedhof bestatteten Persönlichkeiten
Die Liste von auf dem Kalksburger Friedhof bestatteten Persönlichkeiten enthält Angaben zu bekannten Persönlichkeiten, deren Grabstellen sich auf dem Kalksburger Friedhof befinden oder befanden.

## Gräber
| Name                       | Geb. | Gest. | Angaben zur Person | Standort       | Status                               | Foto |
| -------------------------- | ---- | ----- | ------------------ | -------------- | ------------------------------------ | ---- |
| Otto Edelmann              | 1917 | 2003  | Kammersänger       | Gr. 1, Nr. 55A | Ehrenhalber gewidmetes Grab          |      |
| Hugo von Hofmannsthal      | 1874 | 1929  | Schriftsteller     | Gr. 1, Nr. 49  | Ehrenhalber in Obhut genommenes Grab |      |
| Ludwig Heinrich Jungnickel | 1881 | 1965  | Akademischer Maler | Gr. 12, Nr. 33 | Ehrenhalber in Obhut genommenes Grab |      |
| Anna Katzer                | 1856 | 1920  | Volkssänger        | Gr. 10, Nr. 77 | Ehrenhalber in Obhut genommenes Grab |      |
| Karl Katzer                | 1842 | 1922  | Volkssänger        | Gr. 10, Nr. 77 | Ehrenhalber in Obhut genommenes Grab |      |

## Legende
Die Tabelle enthält im Einzelnen folgende Informationen:
| Name:               | Name der bestatteten Persönlichkeit. |
| Geb.:               | Geburtsjahr der bestatteten Persönlichkeit. |
| Gest.:              | Sterbejahr der bestatteten Persönlichkeit. |
| Angaben zur Person: | Stichwortartige Kurzbeschreibung zum Beruf und/oder den herausragenden Leistungen der bestatteten Persönlichkeit. |
| Standort:           | Es ist die Lage der Grabstelle angegeben. Verwendete Abkürzungen sind Gr. für Gruppe, R. für Reihe und Nr. für Nummer. |
| Status:             | Es werden bei den Angaben zum Status drei verschiedene Arten unterschieden: 1. Gewidmete Gräber: Ehrenhalber in Obhut genommenes Grab oder Ehrenhalber gewidmetes Grab. 2. Grab aufgelassen: für nicht mehr bestehende Grabstellen. 3. Bei den übrigen Grabstellen ist als <!--unsichtbarer Kommentar--> eine Angabe zur Dauer des Grabnutzungsrechtes eingebunden. |
| Foto:               | Fotografie der Grabstelle (nicht der Persönlichkeit). Klicken des Fotos erzeugt eine vergrößerte Ansicht. |

Die Tabelle ist alphabetisch nach dem Nachnamen der Persönlichkeit sortiert.